# Kreis Sainte-Croix
| Kreis Sainte-Croix           | Kreis Sainte-Croix |
| Basisdaten                   | Basisdaten         |
| ---------------------------- | ------------------ |
| Staat:                       | Schweiz            |
| Kanton:                      | Waadt (VD)         |
| Bezirk:                      | Grandson           |
| Hauptort:                    | Sainte-Croix       |
| Fläche:                      | 56,29 km²          |
| Einwohner:                   | 5'746 (31.12.2023) |
| Bevölkerungsdichte:          | 102 Einw. pro km²  |
| Aufgehoben am:               | 31. Dezember 2006  |
| Karte                        |                    |
| Karte von Kreis Sainte-Croix |                    |

Der Kreis Sainte-Croix (französisch Cercle de Sainte-Croix) war bis zum 31. August 2006 eine Verwaltungseinheit des Bezirks Grandson im Kanton Waadt in der Schweiz. Sitz des Kreisamtes war Sainte-Croix.
Der Kreis umfasste zwei Gemeinden und war 56,29 km² gross. Die Gemeinden des ehemaligen Kreises zählten Ende 2023 5'746 Einwohner.
| Wappen       | Name der Gemeinde | Einwohner (31. Dezember 2023) | Fläche in km² | Einw. pro km² |
| ------------ | ----------------- | ----------------------------- | ------------- | ------------- |
| Bullet       | Bullet            | 678                           | 16,82         | 40            |
| Sainte-Croix | Sainte-Croix      | 5'068                         | 39,47         | 128           |
| Total (2)    | Total (2)         | 5'746                         | 56,29         | 102           |